# Leptomiza vicina
Leptomiza vicina är en fjärilsart som beskrevs av Eugen Wehrli 1936. Leptomiza vicina ingår i släktet Leptomiza och familjen mätare. Inga underarter finns listade i Catalogue of Life.